# Чипирование меховых изделий
Маркировка меховых изделий — это процесс нанесения на определенную группу товаров КИЗов (контрольно-идентификационных знаков) утвержденного образца, которые представляют собой бланк строгой отчетности с элементами защиты от подделки (встроенную радиочастотную метку).
С 12 августа 2016 года стала обязательной маркировка меховых изделий радиочастотными чипами (RFID) на территории Евразийского экономического союза (ЕАЭС), в состав которого входят Россия, Армения, Белоруссия, Казахстан и Киргизия.

## История проекта
В сентябре 2015 года, страны ЕАЭС договорились об ужесточении мер контроля оборота меховых изделий на территории союза. А уже в апреле 2016 года в России стартовал эксперимент по маркировке товаров из меха, в котором могли поучаствовать все без ограничения игроки рынка. За два месяца к эксперименту присоединились более 500 компаний, а к августу 2016 года количество участников увеличилось до 1200. К этому времени уже было заказано более 1,5 млн контрольных (идентификационных) знаков.

### В России
В России участники проекта ранее передавали сведения о маркировке меховых изделий в Информационный ресурс маркировки (ЕГАИС-Маркировка), оператором которого являлась Федеральная налоговая служба. 
На официальном сайте ведомства был создан специальный раздел о системе маркировки меховых изделий. В нем налоговая служба вела реестр маркированных меховых изделий и публиковала актуальную информацию по этой теме. Для подключения к ресурсу было необходимо зарегистрироваться в личном кабинете на сайте ФНС, где физическое или юридическое лицо имело возможность заключить договор с Гознаком, изготовителем контрольных (идентификационных) знаков (КиЗ) меховых изделий.
Владелец продукции из натурального меха должен был выбрать тип необходимого ему КиЗ: навесной, вшивной или клеевой. Для отечественных товаров были предусмотрены КиЗ зеленого цвета, а для импортных — красного. Изготовление было марки возможно только после одобрения заявки налоговой службой и оплаты. Далее заказчик получал КиЗ, маркировал товар и сообщал об этом в личном кабинете.
С 01.06.2019, постановлением Правительства Российской Федерации от 14.03.2019 № 270 «О внесении изменений в постановление Правительства Российской Федерации от 11 августа 2016 г. № 787», функции оператора информационного ресурса маркировки изделий из меха перешли ООО «Оператор-ЦРПТ», а сама система ЕГАИС-Маркировка была заменена системой Честный знак.

## Законодательная база
Необходимость законопроекта о маркировке меховых изделий связана с тем, что Правительство РФ в сентябре 2015 года заключило соглашение со странами Евразийского экономического союза об участии в пилотном проекте по контролю за оборотом мехов.
Документ ратифицирован Государственной Думой 15 апреля 2016 года, а 26 апреля его утвердил Президент России. Согласно документу, с 1 апреля 2016 года все участники товарооборота, начиная с производителей и импортеров и заканчивая розничными продавцами и комиссионерами, обязаны обеспечить маркировку натурального меха и изделий из него специальными чипами.
Реализация Соглашения направлена на уменьшение влияния недобросовестной конкуренции на производителей государств — членов Евразийского экономического союза, а также на обеспечение контроля за оборотом товаров, легальности импорта и производства товаров на территории таких государств. Новый закон касается и юридических лиц, и индивидуальных предпринимателей.

## Перечень товаров, подлежащих маркировке
Перечень товаров, подлежащих маркировке контрольными идентификационными знаками:
- предметы одежды из норки
- предметы одежды из нутрии
- предметы одежды из песца или лисицы
- предметы одежды из кролика или зайца
- предметы одежды из енота
- предметы одежды из овчины
- предметы одежды из иных видов меха

Участники оборота товаров, имеющие по состоянию на дату вступления в силу Соглашения нереализованные товары, обязаны осуществить маркировку и представить сведения в информационный ресурс маркировки. Крупные меховые фабрики, такие как Снежная Королева, Elena Furs, Меховая фабрика Каляев, A&S FURS, Охник (OCHNİK) своевременно промаркировали свою продукцию.

## Первые итоги законопроекта
Российским производителям меховых изделий проект не создает особых сложностей.
Отдельные участники рынка считают, что проект будет стимулировать российских производителей.
Российский рынок шуб (его оценивают в 100—200 млрд руб.), несмотря на падение спроса на 25-30 % за последние годы, остается вторым в мире. Заместитель министра промышленности и торговли России Виктор Евтухов считает, что внесенные таможенные платежи за ввоз изделий из меха составили лишь 16 % от подлежащих уплате. По расчетам ЕЭК, с введением системы чипирования процент легализации на рынке импорта достигнет 50-70 % .
Легальные импортеры приветствуют нововведение. Так, президент компании «Снежная Королева» Вугар Исаев сказал в интервью, что проект поставит всех участников рынка в равные конкурентные условия.
Меховые изделия для пилотного проекта взяли неслучайно. Как отмечают в ЕЭК, эту «относительно небольшую и дорогую группу товаров» выбрали первой, чтобы «протестировать систему и исправить недочеты без шоков для массового потребителя». В 2018 году список маркируемой продукции может пополниться: по данным Минпромторга, в него могут войти изделия легкой промышленности и авиакомпоненты. Заместитель руководителя ФТС Татьяна Голендеева заявила, что чипировать также предполагается пиво, воды и бытовую технику.

## Расходы на маркировку
Один из самых важных вопросов рынка в контексте проекта — влияние на малый бизнес. Компании-гиганты не слишком переживают из-за возрастающих расходов на проект. Как отмечают в компании «Снежная Королева», участвующей в эксперименте, «сложно оценить все затраты, поскольку проект находится сейчас в активной фазе, но они не настолько значительны, чтобы уделять им большое внимание. Важно отметить, что у добросовестных продавцов внедрение проекта по маркировке изделий из натурального меха не может отразиться на розничной цене для покупателей, поскольку дополнительных серьёзных издержек у них не возникает, а стоимость чипа в соотношении с ценой изделий ничтожна. Цены вырастут (до 15 %) только у тех компаний, которые уклонялись от исполнения законодательства и таким образом создавали неравные конкурентные условия, поскольку теперь они будут вынуждены работать легально».
Если говорить о расходах на маркировку, то они состоят из: приобретения непосредственно RFID-меток (цена колеблется от 15 до 22 руб. в зависимости от типа метки), RFID-оборудование, а также новая штатная единица для осуществления процесса по маркировке. Таким образом, для малого бизнеса, это ощутимые расходы. Оптимизировать расходы на маркировку возможно будет лишь в будущем. Как отметил Владимир Мальцев, «если не покупать RFID-оборудование, то записать информацию в метку на данный момент невозможно. В будущем мы планируем предлагать эту услугу в МФЦ (Многофункциональный Центр). Для этого надо будет просто прийти в МФЦ со списком своих меток и GTIN номеров».